# Terrapene carolina triunguis
La tortuga de caja de tres dedos (Terrapene carolina triunguis) es una subespecie de Terrapene carolina dentro del género Terrapene. Esta subespecie es nativa de la parte sur-central de Estados Unidos y es la tortuga oficial del estado de Misuri.

## Descripción
La tortuga de caja de tres dedos se llama así debido al número de dedos en las patas traseras, pero puede que también haya algunos ejemplares de 4 dedos, sin embargo, estas serían en realidad híbridos con las tortugas de caja del este (Terrapene carolina carolina). Esta subespecie tiene un caparazón abombado, la longitud del caparazón de esta subespecie es de 7 pulgadas. La mayor parte de su caparazón es más posteriormente posicionada que en las otras subespecies. La coloración del dorso y las extremidades es generalmente completamente ausente, aunque algunas manchas oscuras son comunes en las tortugas adultas. Estas áreas son, con más frecuencia, de un uniforme verde oliva o de color tostado. A veces, de un débil amarillo con puntos o líneas visibles en el centro de cada gran escudo. Desde el oeste hacia el este de su distribución, la tortuga de caja de tres dedos se puede encontrar desde el este de Texas hasta el extremo norte de Florida. Su hábitat en el norte se encuentra en Misuri y Kansas, mientras que en el sur se encuentra en Luisiana.

## Alimentación
Estas tortugas son omnívoras, su dieta varía con la disponibilidad de fuentes de alimentos y con las estaciones. Se sabe que comen lombrices, insectos, caracoles, babosas, fresas, hongos y vegetales de hojas verdes. Se han observado comiendo los huevos de la codorniz. Cabe señalar sin embargo que todas las tortugas de caja prefieren alimentos vivos antes que la vegetación. También se ha especulado que estas tortugas comen hongos venenosos y que no les afectan las toxinas de las setas venenosas. Se cree que esto provoca que ellas mismas se vuelvan venenosas, esta es la razón por la cual un grupo de niños en Misisipi enfermó después de comer asado de tortugas de caja de tres dedos. Como mascotas pueden comer gusanos, maíz, melón, grillos, gusanos, tomates, huevos cocidos, fruta, e incluso comida húmeda para perros. Pueden ser tímidas a la hora de ser observadas mientras comen.

## Comportamiento
Las tortugas de caja de tres dedos migran estacionalmente con el fin de mantener la humedad que necesitan. En Arkansas se han observado en las praderas en primavera, mientras que a principios de primavera, verano y otoño se encuentran en zonas boscosas. Durante la época seca excavan madrigueras poco profundas en la hojarasca para conservar la humedad. Cuando el agua está disponible estas tortugas entran en remojo durante largos periodos de tiempo como cualquiera de las otras subespecies. 

## Mantenimiento en cautividad
Las tortugas de caja de tres dedos requieren un cuidado similar a la de todas las tortugas de caja del este (Terrapene carolina), estando mejor en grandes recintos al aire libre. Estos recintos deben tener suficiente espacio para permitir que la tortuga entre en la madriguera, pero también deben ser protegidos para evitar que se escape del recinto. En el interior deben mantenerse en un recinto de madera, por lo menos de 30 galones de una tortuga única. No mantener ningún tipo de tortuga terrestre en un acuario, ya que las tortugas no entienden el concepto de cristal y pueden estar muy estresadas si no ven una barrera visual. El recinto debe tener una zona de alta temperatura con una bombilla de calor alrededor de los 85 °F y una parte de menor temperatura a 70 °F. El recinto también debe contener un escondite para la tortuga, así como una área donde pueda disfrutar. Turba de musgo con una humedad alrededor del 80% (húmedo pero no mojado) es el preferido para estas tortugas de caja. También trozos de corteza y otros materiales como la madera. Materiales del desierto, como grava o arena serían demasiado secos y difíciles para escarbar, y los pequeños rasguños son susceptibles a las infecciones. Muchos propietarios simplemente rocian la superficie de la caja en el inicio de la jornada con el fin de humedecer el material y para aumentar la humedad del recinto. 